# Tomás Boy
Tomás Boy   (Ciutat de Mèxic, 28 de juny de 1951 - Acapulco, 8 de març de 2022) va ser un futbolista mexicà.

## Selecció de Mèxic
Va formar part de l'equip mexicà a la Copa del Món de 1986.